# Valmet M82
Valmet M82 — стрелковое оружие, финский автомат с компоновкой булл-пап. Создан компанией Valmet на основе автоматов M62 (M76).
В связи с тем, что M82 создан путём минимальной доработки автоматов M62 (M76), вместе с достоинством компоновки булл-пап (малая длина оружия) новый автомат получил и все её основные недостатки: смещенный назад центр тяжести оружия, неудобное расположение органов управления, невозможность стрельбы с левого плеча.
Автомат предназначался для воздушно-десантных войск и экипажей бронетехники, но не вызвал серьёзного интереса среди военных и не получил коммерческого успеха. Однако, несколько тысяч M82 в полуавтоматическом исполнении под патрон 5,56 × 45 мм (.223 Remington) были экспортированы в США и проданы на рынке гражданского оружия.

## Конструкция
Принцип работы автоматики повторяет таковой у автоматов M62 (M76) и их прародителя, автомата Калашникова: отвод части пороховых газов с длинным ходом поршня. Запирание канала ствола производится поворотом затвора с двумя боевыми упорами. В стволе выполнены 4 правосторонних нареза с шагом 420 мм (для варианта под патрон 7,62 × 39 мм) или 6 с шагом 304,8 мм (для 5,56 × 45 мм). Питание боеприпасами осуществляется из отъёмных коробчатых магазинов ёмкостью 15 или 30 патронов. Спусковой крючок вынесен вперёд и соединён тягой с ударно-спусковым механизмом. Предохранитель-переводчик расположен на правой стороне ствольной коробки. Режимы огня — непрерывный или с отсечкой по одному выстрелу. Прицельные приспособления состоят из мушки и диоптрического целика, вынесены вверх и смещены влево от оси оружия для удобства прицеливания. Ствольная коробка размещена в полимерной (на ранних прототипах — деревянной) ложе, выполненной единой деталью с пистолетной рукояткой и массивным подщёчником. С левой стороны располагаются две антабки для ремня.